# Международно изложение в Анверс, 1894
Международното изложение в Анверс (на френски: Exposition Internationale d'Anvers) е световно изложение, което се провежда в Антверпен, Белгия от 5 май до 5 ноември 1894 г. То е разположено на площ от 265 000 m2 в квартала „Зойт“, използвана преди това и за Световното изложение от 1885 година. Посетено е от над 3 милиона души.

## Участници
В изложението взимат участие държави от Европа, Азия, Африка и Америка – Германия, Австрия, България, Китай, Свободна държава Конго, Дания, Испания, САЩ, Великобритания, Гърция, Унгария, Италия, Люксембург, Мексико, Персия, Португалия, Румъния, Русия, Южна Африка, Швейцария, Нидерландия, Османската империя, както и съвместно участие на Швеция и Норвегия. Нидерландия представя Нидерландска Индия, включваща Ява, част от Борнео, Суматра и Мадура.

## Българско участие
Проф. Георги Златарски е командирован в Белгия за 9 месеца като представител на България на Международното изложение. На изложението участват 1053 български фабрики, търговци и частни лица от Пловдив, София, Враца, Хасково, Габрово, Севлиево, Трявна. Това е началото на масовото участие на българи на международни изложения.

### Медали
Всички наградени получават златен, сребърен или бронзов медал с лика на крал Леополд II.
- Минчо Попов, производител на чипровски килими – златен медал и диплом[6][7]
- Стефан Кьобашиев, производител на розово масло – златен медал[8]
- Христо Дюкмеджиев – сребърен медал[9]
- Троянска сливовица – бронзов медал[10]
- Фабрика за парфюми и сапуни „Ален мак“[11]
- Фабрика „Иван Калпазанов“[12]
- Фабрика „Александър“ в Габрово за производство на вълнен текстил[4]
- Христо Джапунов – бронзов медал за изобретяване на машина за клечки за обуща.[13]

## Галерия
- Снимки от българската секция на изложението в Анверс, 1894 г. Източник: ДА „Архиви“